# Уга (озеро)
Уга — пресноводное озеро на юге Гороховецкого района Владимирской области.

## Расположение
Озеро находится в пределах Муромского заказника, в левобережье реки Виша на территории Фоминского сельского поселения, в 5 км к югу от села Фоминки и в 2,5 км к востоку от деревни Реброво, в 35 км юго-западнее административного центра района — города Вязники.

## Физико-географическая характеристика
Озеро имеет вытянутую форму, береговая линия слабо изрезана. Острова отсутствуют. Располагается на высоте 80,4 м над уровнем моря. Берега озера низкие, поросшие смешанным лесом, на юге заболоченные (болото Большое). Площадь водоёма составляет 0,64 км². Длина озера 1,4 км, максимальная ширина в северной части составляет 650 м.
Код водного объекта в государственном водном реестре — 09010301211110000006925.